# 로랑 카스그랭
로랑 카스그랭(프랑스어: Laurent Cassegrain, 프랑스어 발음: [loʁɑ̃ kasgʁɛ̃],  1629경년 ~ 1693년 9월 1일)은 카세그레인 반사경을 발명한 것으로 유명한 프랑스의 가톨릭 사제이자 천문학자, 기술자이다.

## 설명
로랑 카세그랭은 1629년경에 프랑스의 샤르트르 지역에서 태어났고 마투린 카세그레인과 요한 마르케의 아들이었다. 그가 어떤 교육을 받았는지는 알려지지 않았지만 1654년에 그는 성직자이자 교수였다. 그는 음향학, 광학, 역학에 관심이 있었을 것이다. 별세할 당시 그는 프랑스의 라이시(Lycée)인 샤르트르 대학교(Collège de Chartres)에서 과학 수업을 하는 교사로 일하고 있었다. 그는 1693년 9월 1일 쇼동에서 별세했다. 카세그레인 반사경의 디자인으로 광축의 볼록한 2차 거울을 사용하여 빛을 1차 거울의 구멍을 통해 반사시켜 안경에 빛이 도달할 수 있도록 함으로써 1차 거울을 방해하지 않고 영상을 보는 문제를 해결했다. 카세그레인 반사경과 비슷한 제품인 카세그레인 망원경도 그가 개발한 발명품이다. 그것은 1672년 4월 25일에 장 밥티스트 데니가 발행한 17세기 프랑스 과학 저널 레스 레스 레스 과학에 관한 회의 8판에 처음 등장했다. 그 판본에서는 로랑 카스그랭이 샤르트르에서 쓴 편지에서 발췌한 것이 발견되는데 그는 샤르트르의 아카데미 과학자들의 대표로 활동했다. 로랑 카스그랭은 카세그레인(Cassegrain)이라는 남성이 메가폰에 2차 볼록거울이 1차 오목거울 위에 매달려 있는 새로운 형태의 반사망원경인 카세그레인 반사경을 설명하는 메모를 첨부하여 편지를 쓴 것에 대해 보고했다. 이것은 아이작 뉴턴의 뉴턴 반사경이 실용적인 첫 반사망원경의 제작이  출판되던 무렵이었다. 1672년 6월 13일에 크리스티안 하위헌스는 카세그레인 디자인에 대해 글을 썼으며, 아마도 하위헌스가 뉴턴의 디자인이 이 대안에 의해 "임피던스"되고 있다고 느꼈기 때문일 것이다. 동기가 무엇이든 간에 이어진 논란의 폭풍은 지속적인 영향을 미쳤다. 카세그레인의 이름은 그렇게 잊혀졌다. 이 '카세그레인'의 정체는 여러 가지 설이 있어 왔다. 그의 유일하게 알려진 출판물은 1672년 4월 25일에 레스쿠이일 데 메모아레셋 학술회의에서 메가폰/반사망원경에 대한 편지였다. 오랫동안 참고 문헌들은 그의 이름을 "결정적으로 알려지지 않은" 것으로 보고해야만 했다. 예를 들어 æ디아 브리태니커 백과사전(15판, 1974년)은 "카세그레인 니골라"을 열거하는 데까지 나아간다.(이것은 차례로 프랑스의 천문학자이자 사진가 중에 하나인 페르디난트 호퍼의 천문학 관련 저널, 파리, 1855)에서 나온 것처럼 보인다. 다른 자료들은 "N"이 니골라를 의미한다고 암시했다. 라그랑드 백과사전, 9,696과 같은 일부 자료들은 그의 이름이 1684년과 1686년 사이에 루이 14세가 지은 건물들의 설명과 1693년의 파리 공증법에 언급된 금속 주조자이자 조각가인 기욤이라고 주장힌다. 자크는 1691년에 샤르트르 대성당의 첨탑에서 자석 조각을 발견하고 악천후로 손상된 후 수리된 것으로 과학의 메무아르 드 라 아카데미에 언급된 치루전(즉, 외과의사)이다. 1997년에 프랑스의 천문학자인 앙드레 바란과 프랑수아즈 라우나이는 카세그레인이 살았던 곳(샤르트르의 지역 중에 하나인 노겐트르로이 근처를 가르킨다.)의 교구 등록부를 분석하는 등 길고 치밀한 조사 끝에 로랑 카세그랭을 가장 유력한 후보로 지목했다. 달에 있는 카세그레인 분화구는 이름을 지을 당시 그의 실제 신원이 알려지지 않았음에도 불구하고 그의 이름을 따서 지어졌다.